# كيفن كارون
كيفن كارون (بالإنجليزية: Kevin Caron)‏ هو نحات أمريكي، ولد في 2 فبراير 1960 في Stratford, Connecticut ‏ في الولايات المتحدة.

## وصلات خارجية
- الموقع الرسمي